# Football Club Forlì 2013-2014
Questa pagina raccoglie le informazioni riguardanti il Football Club Forlì nelle competizioni ufficiali della stagione 2013-2014.

## Stagione
Nella stagione 2013-2014 il Forlì disputa il girone A del campionato di Seconda Divisione, con 49 punti ottiene sul campo il nono posto. Per la riforma dei campionati, che tolgono di fatto le Divisioni, Prima e Seconda, riproponendo la Lega Pro a tre gironi, nel girone A restano in categoria solo le prime nove, ma per salvarsi il Forlì deve disputare semifinali e finali dei Play-out con Torres e Porto Tolle, si fa trovare pronto superandole entrambe nel doppio confronto. Dopo la positiva scorsa stagione il Forlì inizia la stagione con il confermato Attilio Bardi sulla panchina, ma dura solo fino ai primi di novembre, dopo la sconfitta (1-2) con il Vicenza al suo posto viene chiamato Roberto Rossi. Anche dopo il cambio tecnico il torneo del Forlì continua ad essere altalenante, con un pizzico di fortuna la regular season si conclude con i biancorossi dentro ai Play-out decisivi per restare nel calcio professionistico. Nella doppia semifinale i forlivesi superano la Torres, ribaltando con un (3-0) la sconfitta di misura dell'andata. Nel turno decisivo della doppia finale, il Forlì perde l'andata (3-2) a Rovigo, il ritorno al Morgagni è drammatico, con gli ospiti in vantaggio dopo 19 minuti su rigore, il Forlì pareggia su rigore verso la fine del primo tempo, nel secondo tempo molto combattuto e rissoso, il Forlì resta in otto con tre espulsi, due gli espulsi tra i veneti, al novantaduesimo un missile di Marco Djuric decide la sida, regalando la insperata salvezza al Forlì.  Miglior marcatore stagionale il ravennate Daniele Melandri con 13 reti firmate, determinanti per condurre il Forlì alla Lega Pro unificata.

## Rosa
| N. |                      | Ruolo | Calciatore             |
| -- | -------------------- | ----- | ---------------------- |
|    | Italia (bandiera)    | D     | Leonardo Arrigoni      |
|    | Italia (bandiera)    | D     | Mirko Barbagli         |
|    | Italia (bandiera)    | D     | Andrea Boron           |
|    | Italia (bandiera)    | D     | Alex Benvenga          |
|    | Italia (bandiera)    | C     | Luca Bergamaschi       |
|    | Italia (bandiera)    | A     | Marco Bernacci         |
|    | Italia (bandiera)    | P     | Riccardo Casadei       |
|    | Argentina (bandiera) | C     | Maximiliano Cejas      |
|    | Italia (bandiera)    | A     | Emilio Docente         |
|    | Italia (bandiera)    | D     | Mirko Drudi            |
|    | Serbia (bandiera)    | C     | Marco Đurić            |
|    | Italia (bandiera)    | C     | Alessandro Evangelisti |
|    | Italia (bandiera)    | D     | Enrico Fantini         |
|    | Italia (bandiera)    | D     | Francesco Ferrini      |

| N. |                    | Ruolo | Calciatore              |
| -- | ------------------ | ----- | ----------------------- |
|    | Italia (bandiera)  | D     | Emanuele Fonte          |
|    | Italia (bandiera)  | C     | Daniele Antonio Forte   |
|    | Italia (bandiera)  | D     | Adolfo Gerolino         |
|    | Italia (bandiera)  | C     | Christian Jidayi        |
|    | Italia (bandiera)  | A     | Daniele Melandri        |
|    | Italia (bandiera)  | A     | Umberto Nappello        |
|    | Romania (bandiera) | A     | Sebastian Petrașcu      |
|    | Italia (bandiera)  | C     | Massimiliano Sampaolesi |
|    | Italia (bandiera)  | C     | Marco Senese            |
|    | Italia (bandiera)  | C     | Dario Spadaro           |
|    | Italia (bandiera)  | C     | Simone Tonelli          |
|    | Italia (bandiera)  | P     | Alessandro Tonti        |
|    | Italia (bandiera)  | C     | Francesco Torelli       |
|    | Italia (bandiera)  | D     | Marco Vesi              |

## Risultati

### Seconda Divisione

#### Girone di andata
| Arbitro: | Cangiano (Napoli) |

|         |           |                       |
| Pasi 4’ | Marcatori | 13’ Arrigoni 21’ Vesi |

| Arbitro: | Rossi (Rovigo) |

|              |           |                            |
| Gerolino 66’ | Marcatori | 48’ Morotti 81’ Castellani |

| Arbitro: | Lazzeri (Arezzo) |

|                                    |           |                                                 |
| Cabeccia 26’ Bonvissuto 67’ (rig.) | Marcatori | 22’ (rig.) Evangelisti 33’ Tonelli 36’ Melandri |

| Arbitro: | Balice (Termoli) |

|                 |           |                              |
| Tonelli 4’, 68’ | Marcatori | 35’ De Respinis 42’ Floriano |

| Arbitro: | Bertani (Pisa) |

|              |           |  |
| Iocolano 56’ | Marcatori |  |

| Arbitro: | Ranaldi (Tivoli) |

|  |           |      |
|  | Marcatori | Goal |

| Arbitro: | Candeo (Este) |

|                           |           |                                    |
| Ruffini 37’ A. Curcio 89’ | Marcatori | 20’ (rig.) Evangelisti 61’ Tonelli |

| Arbitro: | Capraro (Cassino) |

|                          |           |           |
| Gerolino 26’ Docente 60’ | Marcatori | 75’ Torri |

| Arbitro: | Mancini (Fermo) |

|                               |           |                |
| Mora 9’ M. Marconi 23’ (rig.) | Marcatori | 39’ D.A. Forte |

| Arbitro: | Boggi (Salerno) |

|            |           |                                        |
| Docente 6’ | Marcatori | 73’ (rig.) D. Alessandro 80’ Lavagnoli |

| Arbitro: | Mainardi (Bergamo) |

|                                  |           |                              |
| Cesca 10’, 22’ D. Fioretti 45+1’ | Marcatori | 63’ Evangelisti 76’ Melandri |

| Arbitro: | Cifelli (Campobasso) |

|             |           |                 |
| Tonelli 25’ | Marcatori | 45+5’ Buscaroli |

| Arbitro: | Fanton (Lodi) |

|                                         |           |                                                        |
| Tettamanti 50’, 69’ Ferrario 63’ (rig.) | Marcatori | 9’, 29’, 87’ Melandri 36’ Fonte 81’ (rig.) Evangelisti |

| Arbitro: | Abisso (Palermo) |

|                 |           |  |
| Evangelisti 39’ | Marcatori |  |

| Arbitro: | Giua (Pisa) |

|                                    |           |  |
| Candido 56’ Anghileri 83’ Vita 88’ | Marcatori |  |

| Arbitro: | Spinelli (Terni) |

|             |           |  |
| Tonelli 49’ | Marcatori |  |

| Crema 22 dicembre 2013 17ª giornata | Pergolettese                  | 0 – 0 | Forlì | Stadio Giuseppe Voltini\| Arbitro: \| Baldicchi (Città di Castello) \| |
| Arbitro:                            | Baldicchi (Città di Castello) |       |       |                                                                        |

#### Girone di ritorno
| Arbitro: | Colarossi (Roma) |

|  |           |          |
|  | Marcatori | 21’ Papa |

| Arbitro: | Albertini (Ascoli Piceno) |

|  |           |           |
|  | Marcatori | 69’ Boron |

| Arbitro: | Zanonato (Vicenza) |

|              |           |                       |
| Melandri 75’ | Marcatori | 14’ Lisai 32’ Ciotola |

| Arbitro: | Oliveri (Palermo) |

|                           |           |                               |
| De Respinis 18’ Olivi 47’ | Marcatori | 14’ Tonelli 90+2’ Evangelisti |

| Arbitro: | Verdenelli (Foligno) |

|                            |           |  |
| Melandri 67’ Docente 90+5’ | Marcatori |  |

| Arbitro: | Strippoli (Bari) |

|  |           |          |
|  | Marcatori | 7’ Drudi |

| Arbitro: | Marinelli (Tivoli) |

|              |           |  |
| Melandri 43’ | Marcatori |  |

| Arbitro: | Pierro (Nola) |

|                           |           |  |
| Cristini 51’ Fanucchi 54’ | Marcatori |  |

| Arbitro: | Caso (Verona) |

|                 |           |                           |
| Evangelisti 51’ | Marcatori | 1’ M. Marconi 27’ Rantier |

| Arbitro: | Capraro (Cassino) |

|                                           |           |                  |
| M. Moro 78’, 80’ D. Alessandro 84’ (rig.) | Marcatori | 28’, 43’ Docente |

| Arbitro: | Casaluci (Lecce) |

|                                                      |           |  |
| Nappello 1’, 33’ Melandri 20’ Cejas 66’ Bernacci 78’ | Marcatori |  |

| Arbitro: | Serra (Torino) |

|                |           |                        |
| Varricchio 54’ | Marcatori | 80’ (rig.) Evangelisti |

| Arbitro: | Guccini (Albano Laziale) |

|                                         |           |  |
| Docente 14’, 20’ Bernacci 38’ Boron 85’ | Marcatori |  |

| Arbitro: | Bellotti (Verona) |

|                     |           |           |
| Ameth Fall 69’, 84’ | Marcatori | 47’ Cejas |

| Arbitro: | Albertini (Ascoli Piceno) |

|                                               |           |           |
| Docente 13’, 63’ M. Djuric 47’ Bernacci 90+3’ | Marcatori | 71’ Zullo |

| Arbitro: | Pagliardini (Arezzo) |

|            |           |                         |
| Aladje 16’ | Marcatori | 27’ Docente 90+4’ Drudi |

| Arbitro: | Rasia (Bassano del Grappa) |

|             |           |            |
| Ferrini 52’ | Marcatori | 38’ Chessa |

### Play-out

#### Semifinale
| Arbitro: | Illuzzi (Molfetta) |

|                    |           |  |
| Alb. Filippini 43’ | Marcatori |  |

| Arbitro: | Sacchi (Macerata) |

|                                 |           |  |
| Melandri 35’, 73’ M. Djuric 60’ | Marcatori |  |

#### Finale
| Arbitro: | Ripa (Nocera Inferiore) |

|                                          |           |                        |
| Pettarin 5’ Petras 23’ Alberto Gomes 90’ | Marcatori | 11’ Melandri 74’ Drudi |

| Arbitro: | Abisso (Palermo) |

|                                        |           |                   |
| Evangelisti 37’ (rig.) M. Djuric 90+2’ | Marcatori | 19’ (rig.) Segato |

### Coppa Italia Lega Pro

#### Girone F
| Arbitro: | Vesprini (Macerata) |

|                           |           |                       |
| Gerolino 72’ Patrascu 87’ | Marcatori | 68’ Antonelli Agomeri |

| 25 agosto 2013 2ª giornata |  | – Turno di riposo Forlì |  |  |

| Arbitro: | Cifelli (Campobasso) |

|                                  |           |                 |
| Del Sole 21’ 73’, 90+3’ Nicastro | Marcatori | 68’ S. D'Angelo |